# Tomíkovice (przystanek kolejowy)
Tomíkovice – przystanek kolejowy w Žulovej (w części wsi Tomíkovice), w kraju ołomunieckim, w Czechach. Znajduje się na wysokości 330 m n.p.m. i leży na linii kolejowej nr 295.